# Eliška Krásnohorská
Eliška Krásnohorská (Alžběta Pechová, 18 de novembre de 1847, Praga-Praga, 26 de novembre de 1926) va ser una escriptora feminista txeca. Va ser iniciada en la literatura feminista per Karolina Světlá. Ella va escriure obres de poesia lírica i crítica literària, però, normalment, se l'associa amb la literatura infantil i les traduccions, incloses les obres d'Alexander Pushkin, Adam Mickiewicz i Lord Byron.
També va escriure els llibrets de nombroses òperes de Bedřich Smetana, entre les quals destaquen: Hubička, El secret, El mur del diable i Viola.
El 1890 va fundar l'Escola Minerva de Praga, el primer gimnàs per a noies de l'Imperi Austrohongarès. El seu llenguatge d'instrucció era el txec.